# 2015年のワールドシリーズ
2015年の野球において、メジャーリーグベースボール（MLB）優勝決定戦の第111回ワールドシリーズ（英語: 111th World Series）は、10月27日から11月1日にかけて計5試合が開催された。その結果、カンザスシティ・ロイヤルズ（アメリカンリーグ）がニューヨーク・メッツ（ナショナルリーグ）を4勝1敗で下し、30年ぶり2回目の優勝を果たした。
1961年以降のエクスパンションによって創設された球団どうしがワールドシリーズで対戦するのは、今回が史上初めて。優勝チームが挙げた4勝のうち、3勝が8回以降の逆転劇だったというのも史上初だった。シリーズMVPには、5試合で打率.364・2打点・OPS.846を記録、守備でも捕手として相手の盗塁をふたつ阻止したロイヤルズのサルバドール・ペレスが選出された。
今シリーズは、ロブ・マンフレッドがMLB機構の第10代コミッショナーに就任して以来初のワールドシリーズだった。

## ワールドシリーズまでの道のり

### 両チームの2015年
10月21日にまずナショナルリーグでメッツ（東地区）が、そして23日にはアメリカンリーグでロイヤルズ（中地区）が、それぞれリーグ優勝を決めてワールドシリーズへ駒を進めた。
メッツは2014年を、地区2位タイながら79勝83敗の負け越しで終えた。ワシントン・ナショナルズがその年の東地区を制し、翌2015年もワールドシリーズ優勝の有力候補とみられていた。メッツは2015年へ向け、投手陣ではマット・ハービーがトミー・ジョン手術から復帰するほか、ジェイコブ・デグロムら若手の成長が見込めたものの、打線はOPS.673と低迷した割にオフの補強がマイケル・カダイアーのみにとどまり不安を残した。シーズンが開幕すると、4月11日に抑え投手ヘンリー・メヒアが禁止薬物使用で80試合の出場停止処分を受ける。しかしメッツはその翌日から11連勝を記録し地区首位に浮上、その後もナショナルズと首位争いを展開し、前半戦終了時点では2.0ゲーム差の2位につけた。メヒアに代わる抑えとしてジェウリス・ファミリアが定着、11連勝中に8セーブを挙げ、先発ローテーションのデグロムやハービーらとともに首位争いの原動力となった。後半戦に入ってトレードで複数の選手を補強すると、そのなかでも特にヨエニス・セスペデスが57試合で17本塁打・44打点を記録するなどの活躍を見せ、チームの勢いを増す。8月3日に単独首位に立ってからも、ナショナルズが後半戦35勝40敗と失速するのを尻目に勝利を積み重ね、9月26日に9年ぶりの地区優勝を決めた。平均得点4.22はリーグ7位、防御率3.43はリーグ4位。地区シリーズではロサンゼルス・ドジャースを3勝2敗で、リーグ優勝決定戦ではシカゴ・カブスを4勝0敗で、それぞれ下した。
ロイヤルズは2014年、89勝73敗の地区2位でワイルドカードとしてポストシーズンに進出し、そこから勝ち進んでワールドシリーズ制覇まであと1勝に迫った。オフにはエースのジェームズ・シールズをはじめ、野手のビリー・バトラーや青木宣親らがFAで抜け、エディンソン・ボルケスやケンドリス・モラレス、アレックス・リオスらが加わった。ただ、各種媒体の予想では2015年のロイヤルズについて、勝利数を70勝台、地区順位を3〜4位としているものが多かった。それらの予想に反して、ロイヤルズは開幕から地区首位を争う。6月8日からは1.0ゲーム差で追う首位ミネソタ・ツインズとの敵地3連戦に全勝して逆転し、前半戦終了時点ではその差を4.5ゲームに広げた。7月31日のトレード期限までには、先発投手のジョニー・クエトとユーティリティーのベン・ゾブリストを相次いで獲得し、さらに戦力を向上させた。これらの補強は、地区優勝を目指すためのものというよりは、その先のポストシーズンでの戦いを見据えてのものだった。こうしてロイヤルズの地区優勝は9月24日に、MLB全6地区のなかで最も早く決まった。平均得点4.47はリーグ6位、防御率3.73はリーグ3位。ボルケスやモラレスらオフのFA補強が成功したのに加え、ロレンゾ・ケインやマイク・ムスタカスら1年前の躍進を経験した選手の成長も強みとなった。地区シリーズではヒューストン・アストロズを3勝2敗で、リーグ優勝決定戦ではトロント・ブルージェイズを4勝2敗で、それぞれ下した。

### ホームフィールド・アドバンテージ
7月14日にオハイオ州シンシナティのグレート・アメリカン・ボール・パークで開催されたオールスターゲームは、アメリカンリーグがナショナルリーグに6－3で勝利した。この結果、ワールドシリーズの第1・2・6・7戦を本拠地で開催できる "ホームフィールド・アドバンテージ" は、アメリカンリーグ優勝チームに与えられることになった。このオールスターには、メッツからは投手のジェイコブ・デグロムただひとりが選出された。ロイヤルズからは、野手はサルバドール・ペレス、ロレンゾ・ケイン、アレックス・ゴードン、アルシデス・エスコバー、マイク・ムスタカスの計5人、投手はウェイド・デービスとケルビン・ヘレーラの2人が名を連ねた（ゴードンは左鼠蹊部の故障で出場を辞退）。また、前年のリーグ優勝監督がオールスターで指揮を執るため、アメリカンリーグの監督はネッド・ヨストが務めている。試合ではデグロムが6回表の1イニングを投げ、相手打線を10球で3者連続三振に仕留めたが、ロイヤルズの打者との対戦はなかった。

### 四半世紀前の映画の "予言"
1989年公開の映画『バック・トゥ・ザ・フューチャー PART2』では、マイケル・J・フォックス演じる主人公マーティ・マクフライが1985年から2015年へタイムトラベルした際に「シカゴ・カブスがフロリダ州マイアミの球団をスウィープで下してワールドシリーズを制覇」というニュースを目にして驚く、という場面がある。映画公開当時、カブスは1908年を最後にシリーズ優勝から、1945年を最後にシリーズ出場から遠ざかっており、またマイアミを本拠地にするMLB球団は存在しなかった。脚本家ボブ・ゲイルは「いち野球ファンとして『よっしゃ、考えうる限り最もありえなさそうなシナリオを書いてやる』という気持ちだった」と振り返っている。
その後もカブスはシリーズ出場を果たせないまま、2015年のシーズンを迎えた。前年は73勝89敗と負け越していたが、2015年はジェイク・アリエータやアンソニー・リゾらの活躍で97勝65敗と勝ち越しに転じ、ナショナルリーグ中地区3位でポストシーズンへ進出する。さらにワイルドカードゲームではピッツバーグ・パイレーツ、地区シリーズではセントルイス・カージナルスと、同地区の上位チームを破った。しかし、リーグ優勝決定戦ではメッツに0勝4敗のスウィープで敗れ、シリーズ進出にはあと一歩届かなかった。奇しくもスウィープ敗退が決まった10月21日は、劇中ではカブスがスウィープ優勝を決めたとされる日であった。

## 両チームの過去の対戦
1997年から始まったレギュラーシーズン中のインターリーグでは、これまで2002年・2004年・2013年にそれぞれ3試合ずつ、計9試合が行われ、ロイヤルズが5勝4敗で勝ち越している。直近の対戦はメッツの本拠地シティ・フィールドでの3連戦で、ロイヤルズの2勝1敗だった。この9試合という数は、メッツにとってはシカゴ・ホワイトソックス戦の7試合に次いで2番目に少なく、ロイヤルズにとってはロサンゼルス・ドジャース戦やフィラデルフィア・フィリーズ戦と並んで最も少ない。

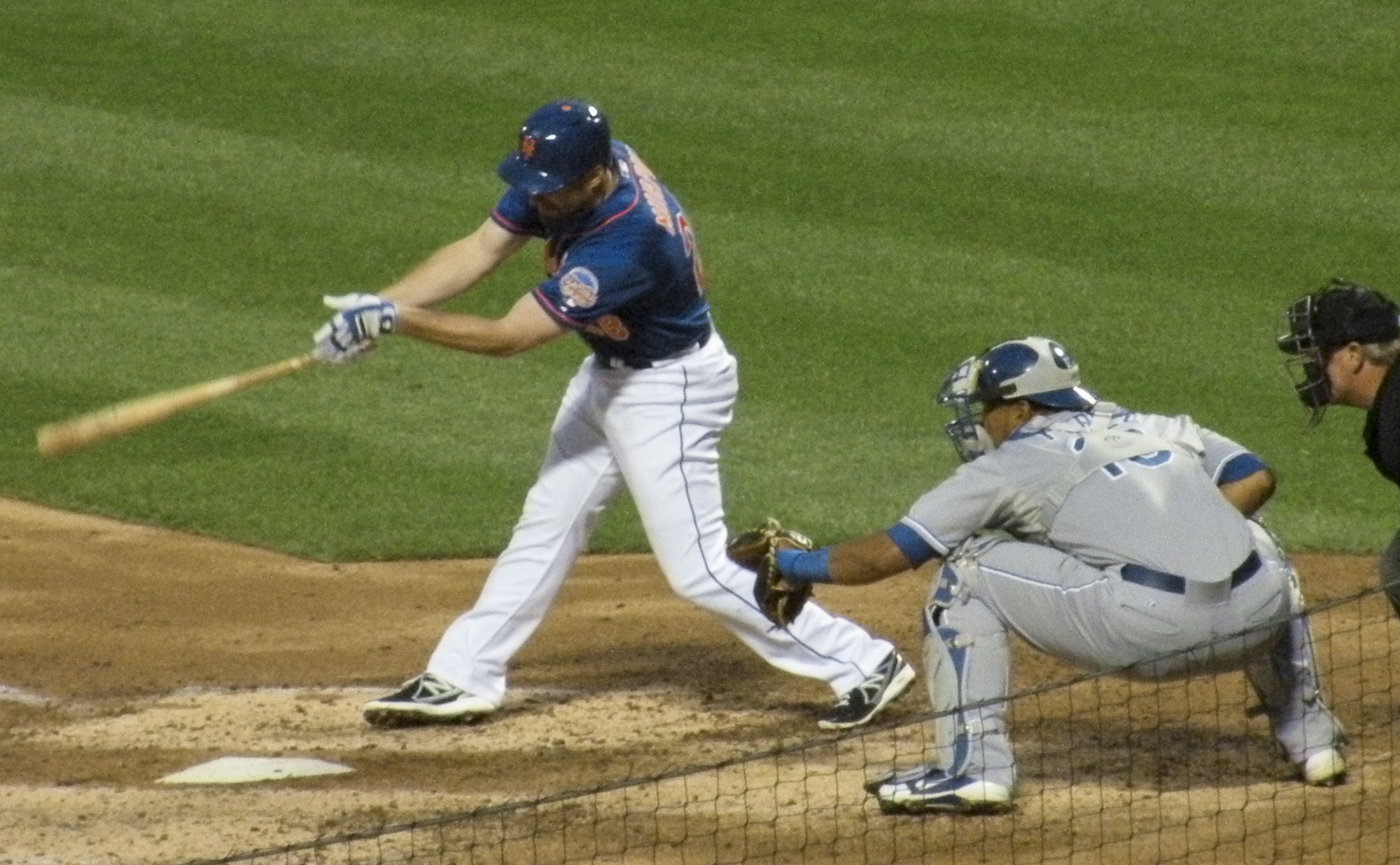
8月2日の対戦の様子。打者がメッツのダニエル・マーフィー、捕手がロイヤルズのサルバドール・ペレス

ただこの対戦は、翌2016年シーズン開幕戦のひとつとして組まれている。この日程が発表されたのは9月8日のことで、ワールドシリーズと翌年の開幕戦が同じ対戦カードとなったのは偶然だった。開幕戦開催地はロイヤルズの本拠地カウフマン・スタジアムである。そのためメッツにとっては、もし今回のシリーズに敗れると、開幕戦時にロイヤルズのチャンピオンリング授与式を目の前で見せられる可能性が出てくる。

## ロースター
両チームの出場選手登録（ロースター）は以下の通り。
- 名前の横の★はこの年のオールスターゲームに選出された選手を、＃はレギュラーシーズン開幕後に入団した選手を、◎はリーグ優勝決定戦MVP受賞者を示す。
- 年齢は今シリーズ開幕時点でのもの。

| ニューヨーク・メッツ | ニューヨーク・メッツ | ニューヨーク・メッツ | ニューヨーク・メッツ       | ニューヨーク・メッツ | ニューヨーク・メッツ | ニューヨーク・メッツ | ニューヨーク・メッツ | ニューヨーク・メッツ | カンザスシティ・ロイヤルズ | カンザスシティ・ロイヤルズ | カンザスシティ・ロイヤルズ | カンザスシティ・ロイヤルズ | カンザスシティ・ロイヤルズ | カンザスシティ・ロイヤルズ | カンザスシティ・ロイヤルズ | カンザスシティ・ロイヤルズ | カンザスシティ・ロイヤルズ |
| 守備位置             | 背番号               | 出身                 | 選手                       | 投                   | 打                   | 年齢                 | ワールドシリーズ経験 | ワールドシリーズ経験 | 守備位置                   | 背番号                     | 出身                       | 選手                       | 投                         | 打                         | 年齢                       | ワールドシリーズ経験       | ワールドシリーズ経験       |
| 守備位置             | 背番号               | 出身                 | 選手                       | 投                   | 打                   | 年齢                 | 出場                 | 優勝                 | 守備位置                   | 背番号                     | 出身                       | 選手                       | 投                         | 打                         | 年齢                       | 出場                       | 優勝                       |
| -------------------- | -------------------- | -------------------- | -------------------------- | -------------------- | -------------------- | -------------------- | -------------------- | -------------------- | -------------------------- | -------------------------- | -------------------------- | -------------------------- | -------------------------- | -------------------------- | -------------------------- | -------------------------- | -------------------------- |
| 投手                 | 46                   | アメリカ合衆国の旗   | タイラー・クリッパード＃   | 右                   | 右                   | 30                   | 初                   | なし                 | 投手                       | 47                         | ドミニカ共和国の旗         | ジョニー・クエト＃         | 右                         | 右                         | 29                         | 初                         | なし                       |
| 投手                 | 40                   | ドミニカ共和国の旗   | バートロ・コローン         | 右                   | 右                   | 42                   | 初                   | なし                 | 投手                       | 17                         | アメリカ合衆国の旗         | ウェイド・デービス★        | 右                         | 右                         | 30                         | 2年連続2回目               | なし                       |
| 投手                 | 48                   | アメリカ合衆国の旗   | ジェイコブ・デグロム★      | 右                   | 左                   | 27                   | 初                   | なし                 | 投手                       | 41                         | アメリカ合衆国の旗         | ダニー・ダフィー           | 左                         | 左                         | 26                         | 2年連続2回目               | なし                       |
| 投手                 | 27                   | ドミニカ共和国の旗   | ジェウリス・ファミリア     | 右                   | 右                   | 26                   | 初                   | なし                 | 投手                       | 40                         | ドミニカ共和国の旗         | ケルビン・ヘレーラ★        | 右                         | 右                         | 25                         | 2年連続2回目               | なし                       |
| 投手                 | 36                   | アメリカ合衆国の旗   | ショーン・ギルマーティン   | 左                   | 左                   | 25                   | 初                   | なし                 | 投手                       | 44                         | アメリカ合衆国の旗         | ルーク・ホッチェバー       | 右                         | 右                         | 32                         | 初                         | なし                       |
| 投手                 | 33                   | アメリカ合衆国の旗   | マット・ハービー           | 右                   | 右                   | 26                   | 初                   | なし                 | 投手                       | 46                         | アメリカ合衆国の旗         | ライアン・マドソン         | 右                         | 右                         | 35                         | 6年ぶり3回目               | 1回                        |
| 投手                 | 32                   | アメリカ合衆国の旗   | スティーブン・マッツ       | 左                   | 右                   | 24                   | 初                   | なし                 | 投手                       | 39                         | アメリカ合衆国の旗         | クリス・メドレン           | 右                         | 両                         | 30                         | 初                         | なし                       |
| 投手                 | 49                   | アメリカ合衆国の旗   | ジョナソン・ニース         | 左                   | 左                   | 27                   | 初                   | なし                 | 投手                       | 45                         | ベネズエラの旗             | フランクリン・モラレス     | 左                         | 左                         | 29                         | 2年ぶり3回目               | 1回                        |
| 投手                 | 43                   | アメリカ合衆国の旗   | アディソン・リード＃       | 右                   | 左                   | 26                   | 初                   | なし                 | 投手                       | 30                         | ドミニカ共和国の旗         | ヨーダノ・ベンチュラ       | 右                         | 右                         | 24                         | 2年連続2回目               | なし                       |
| 投手                 | 47                   | ドミニカ共和国の旗   | ハンセル・ロブレス         | 右                   | 右                   | 25                   | 初                   | なし                 | 投手                       | 36                         | ドミニカ共和国の旗         | エディンソン・ボルケス     | 右                         | 右                         | 32                         | 初                         | なし                       |
| 投手                 | 34                   | アメリカ合衆国の旗   | ノア・シンダーガード       | 右                   | 左                   | 23                   | 初                   | なし                 | 投手                       | 32                         | アメリカ合衆国の旗         | クリス・ヤング             | 右                         | 右                         | 36                         | 初                         | なし                       |
| 捕手                 | 7                    | アメリカ合衆国の旗   | トラビス・ダーノー         | 右                   | 右                   | 26                   | 初                   | なし                 | 捕手                       | 9                          | アメリカ合衆国の旗         | ドリュー・ブテラ＃         | 右                         | 右                         | 32                         | 初                         | なし                       |
| 捕手                 | 22                   | アメリカ合衆国の旗   | ケビン・プラウェッキー     | 右                   | 右                   | 24                   | 初                   | なし                 | 捕手                       | 13                         | ベネズエラの旗             | サルバドール・ペレス★      | 右                         | 右                         | 25                         | 2年連続2回目               | なし                       |
| 内野手               | 21                   | アメリカ合衆国の旗   | ルーカス・ドゥーダ         | 右                   | 左                   | 29                   | 初                   | なし                 | 内野手                     | 24                         | プエルトリコの旗           | クリスチャン・コローン     | 右                         | 右                         | 26                         | 初                         | なし                       |
| 内野手               | 4                    | ベネズエラの旗       | ウィルマー・フローレス     | 右                   | 右                   | 24                   | 初                   | なし                 | 内野手                     | 2                          | ベネズエラの旗             | アルシデス・エスコバー★◎   | 右                         | 右                         | 28                         | 2年連続2回目               | なし                       |
| 内野手               | 55                   | アメリカ合衆国の旗   | ケリー・ジョンソン＃       | 右                   | 左                   | 33                   | 初                   | なし                 | 内野手                     | 35                         | アメリカ合衆国の旗         | エリック・ホズマー         | 左                         | 左                         | 26                         | 2年連続2回目               | なし                       |
| 内野手               | 28                   | アメリカ合衆国の旗   | ダニエル・マーフィー◎      | 右                   | 左                   | 30                   | 初                   | なし                 | 内野手                     | 27                         | アメリカ合衆国の旗         | ラウル・A・モンデシー      | 右                         | 両                         | 20                         | 初                         | なし                       |
| 内野手               | 2                    | ドミニカ共和国の旗   | フアン・ウリーベ＃         | 右                   | 右                   | 36                   | 5年ぶり3回目         | 2回                  | 内野手                     | 25                         | キューバの旗               | ケンドリス・モラレス       | 右                         | 両                         | 32                         | 初                         | なし                       |
| 内野手               | 5                    | アメリカ合衆国の旗   | デビッド・ライト           | 右                   | 右                   | 32                   | 初                   | なし                 | 内野手                     | 8                          | アメリカ合衆国の旗         | マイク・ムスタカス★        | 右                         | 左                         | 27                         | 2年連続2回目               | なし                       |
| 外野手               | 52                   | キューバの旗         | ヨエニス・セスペデス＃     | 右                   | 右                   | 30                   | 初                   | なし                 | 内野手                     | 18                         | アメリカ合衆国の旗         | ベン・ゾブリスト＃         | 右                         | 両                         | 34                         | 7年ぶり2回目               | なし                       |
| 外野手               | 30                   | アメリカ合衆国の旗   | マイケル・コンフォルト     | 右                   | 左                   | 22                   | 初                   | なし                 | 外野手                     | 6                          | アメリカ合衆国の旗         | ロレンゾ・ケイン★          | 右                         | 右                         | 29                         | 2年連続2回目               | なし                       |
| 外野手               | 23                   | アメリカ合衆国の旗   | マイケル・カダイアー       | 右                   | 右                   | 36                   | 初                   | なし                 | 外野手                     | 1                          | アメリカ合衆国の旗         | ジャロッド・ダイソン       | 右                         | 左                         | 31                         | 2年連続2回目               | なし                       |
| 外野手               | 3                    | アメリカ合衆国の旗   | カーティス・グランダーソン | 右                   | 左                   | 34                   | 9年ぶり2回目         | なし                 | 外野手                     | 4                          | アメリカ合衆国の旗         | アレックス・ゴードン★      | 右                         | 左                         | 31                         | 2年連続2回目               | なし                       |
| 外野手               | 12                   | ドミニカ共和国の旗   | フアン・ラガーレス         | 右                   | 右                   | 26                   | 初                   | なし                 | 外野手                     | 16                         | ブラジルの旗               | パウロ・オルランド         | 右                         | 右                         | 29                         | 初                         | なし                       |
| 外野手               | 9                    | アメリカ合衆国の旗   | カーク・ニューエンハイス＃ | 右                   | 左                   | 28                   | 初                   | なし                 | 外野手                     | 15                         | アメリカ合衆国の旗         | アレックス・リオス         | 右                         | 右                         | 34                         | 初                         | なし                       |

メッツはリーグ優勝決定戦のロースターから内野手を入れ替え、マット・レイノルズを外してフアン・ウリーベを登録した。ウリーベはレギュラーシーズン終盤に胸部を痛め、9月25日を最後に試合出場を見合わせていた。その後、地区シリーズ第2戦でルーベン・テハダが右足腓骨を折る重傷を負い、内野手が足りなくなった。これを受けメッツはメジャー出場経験のないレイノルズをマイナーリーグから招集したが、出場機会がないままウリーベと入れ替えることになった。
ロイヤルズはリーグ優勝決定戦のロースターから、外野手のテレンス・ゴアに代えて内野手のラウル・A・モンデシーを登録した。監督のネッド・ヨストは、指名打者制が採用されない敵地シティ・フィールドでの試合に備え、複数のポジションをこなせるモンデシーを入れたと説明している。モンデシーもレイノルズと同様に、メジャー出場経験はない。またロイヤルズでは、外野手のパウロ・オルランドがブラジル出身者では初のワールドシリーズ出場選手となった。

## 試合結果
2015年のワールドシリーズは10月27日に開幕し、途中に移動日を挟んで6日間で5試合が行われた。日程・結果は以下の通り。
| 日付                                                       | 試合  | ビジター球団（先攻）       | スコア | ホーム球団（後攻）         | 開催球場               | 開催球場                                 |
| ---------------------------------------------------------- | ----- | -------------------------- | ------ | -------------------------- | ---------------------- | ---------------------------------------- |
| 10月27日（火）                                             | 第1戦 | ニューヨーク・メッツ       | 4－5x  | カンザスシティ・ロイヤルズ | カウフマン・スタジアム | シティ・フィールドカウフマン・スタジアム |
| 10月28日（水）                                             | 第2戦 | ニューヨーク・メッツ       | 1－7   | カンザスシティ・ロイヤルズ | カウフマン・スタジアム | シティ・フィールドカウフマン・スタジアム |
| 10月29日（木）                                             |       | 移動日                     | 移動日 | 移動日                     |                        | シティ・フィールドカウフマン・スタジアム |
| 10月30日（金）                                             | 第3戦 | カンザスシティ・ロイヤルズ | 3－9   | ニューヨーク・メッツ       | シティ・フィールド     | シティ・フィールドカウフマン・スタジアム |
| 10月31日（土）                                             | 第4戦 | カンザスシティ・ロイヤルズ | 5－3   | ニューヨーク・メッツ       | シティ・フィールド     | シティ・フィールドカウフマン・スタジアム |
| 11月01日（日）                                             | 第5戦 | カンザスシティ・ロイヤルズ | 7－2   | ニューヨーク・メッツ       | シティ・フィールド     | シティ・フィールドカウフマン・スタジアム |
| 優勝：カンザスシティ・ロイヤルズ（4勝1敗 / 30年ぶり2度目） |       |                            |        |                            |                        | シティ・フィールドカウフマン・スタジアム |

### 第1戦 10月27日
- カウフマン・スタジアム（ミズーリ州カンザスシティ）

|                            | 1 | 2 | 3 | 4 | 5 | 6 | 7 | 8 | 9 | 10 | 11 | 12 | 13 | 14 | R | H  | E |
| -------------------------- | - | - | - | - | - | - | - | - | - | -- | -- | -- | -- | -- | - | -- | - |
| ニューヨーク・メッツ       | 0 | 0 | 0 | 1 | 1 | 1 | 0 | 1 | 0 | 0  | 0  | 0  | 0  | 0  | 4 | 11 | 1 |
| カンザスシティ・ロイヤルズ | 1 | 0 | 0 | 0 | 0 | 2 | 0 | 0 | 1 | 0  | 0  | 0  | 0  | 1x | 5 | 11 | 1 |

1. 勝利：クリス・ヤング（1勝）
2. 敗戦：バートロ・コローン（1敗）
3. 本塁打
NYM：カーティス・グランダーソン1号ソロ
KC：アルシデス・エスコバー1号ソロ、アレックス・ゴードン1号ソロ
4. 審判
［球審］ビル・ウェルキー
［塁審］一塁: マーク・カールソン、二塁: マイク・ウィンタース、三塁: ジム・ウルフ
［外審］左翼: アルフォンソ・マルケス、右翼: ゲイリー・シダーストロム
5. 試合開始時刻: 中部夏時間（UTC-5）午後7時9分  試合時間: 5時間9分  観客: 4万320人  気温: 52°F（11.1°C）
詳細: MLB.com Gameday / ESPN.com / Baseball-Reference.com / FanGraphs

| ニューヨーク・メッツ | ニューヨーク・メッツ | ニューヨーク・メッツ | ニューヨーク・メッツ | ニューヨーク・メッツ | カンザスシティ・ロイヤルズ | カンザスシティ・ロイヤルズ | カンザスシティ・ロイヤルズ | カンザスシティ・ロイヤルズ | カンザスシティ・ロイヤルズ                                                                                     |
| -------------------- | -------------------- | -------------------- | -------------------- | --- | -------------------------- | -------------------------- | -------------------------- | -------------------------- | --- |
| 打順                 | 守備                 | 選手                 | 打席                 | M・ハービーT・ダーノーL・ドゥーダD・マーフィーD・ライトW・フローレスM・コンフォルトY・セスペデスC・グラン · ダーソンK・ジョンソン | 打順                       | 守備                       | 選手                       | 打席                       | E・ボルケスS・ペレスE・ホズマーB・ゾブリストM・ムスタカスA・エスコバーA・ゴードンL・ケインA・リオスK・モラレス |
| 1                    | 右                   | C・グランダーソン    | 左                   | M・ハービーT・ダーノーL・ドゥーダD・マーフィーD・ライトW・フローレスM・コンフォルトY・セスペデスC・グラン · ダーソンK・ジョンソン | 1                          | 遊                         | A・エスコバー              | 右                         | E・ボルケスS・ペレスE・ホズマーB・ゾブリストM・ムスタカスA・エスコバーA・ゴードンL・ケインA・リオスK・モラレス |
| 2                    | 三                   | D・ライト            | 右                   | M・ハービーT・ダーノーL・ドゥーダD・マーフィーD・ライトW・フローレスM・コンフォルトY・セスペデスC・グラン · ダーソンK・ジョンソン | 2                          | 二                         | B・ゾブリスト              | 両                         | E・ボルケスS・ペレスE・ホズマーB・ゾブリストM・ムスタカスA・エスコバーA・ゴードンL・ケインA・リオスK・モラレス |
| 3                    | 二                   | D・マーフィー        | 左                   | M・ハービーT・ダーノーL・ドゥーダD・マーフィーD・ライトW・フローレスM・コンフォルトY・セスペデスC・グラン · ダーソンK・ジョンソン | 3                          | 中                         | L・ケイン                  | 右                         | E・ボルケスS・ペレスE・ホズマーB・ゾブリストM・ムスタカスA・エスコバーA・ゴードンL・ケインA・リオスK・モラレス |
| 4                    | 中                   | Y・セスペデス        | 右                   | M・ハービーT・ダーノーL・ドゥーダD・マーフィーD・ライトW・フローレスM・コンフォルトY・セスペデスC・グラン · ダーソンK・ジョンソン | 4                          | 一                         | E・ホズマー                | 左                         | E・ボルケスS・ペレスE・ホズマーB・ゾブリストM・ムスタカスA・エスコバーA・ゴードンL・ケインA・リオスK・モラレス |
| 5                    | 一                   | L・ドゥーダ          | 左                   | M・ハービーT・ダーノーL・ドゥーダD・マーフィーD・ライトW・フローレスM・コンフォルトY・セスペデスC・グラン · ダーソンK・ジョンソン | 5                          | DH                         | K・モラレス                | 両                         | E・ボルケスS・ペレスE・ホズマーB・ゾブリストM・ムスタカスA・エスコバーA・ゴードンL・ケインA・リオスK・モラレス |
| 6                    | 捕                   | T・ダーノー          | 右                   | M・ハービーT・ダーノーL・ドゥーダD・マーフィーD・ライトW・フローレスM・コンフォルトY・セスペデスC・グラン · ダーソンK・ジョンソン | 6                          | 三                         | M・ムスタカス              | 左                         | E・ボルケスS・ペレスE・ホズマーB・ゾブリストM・ムスタカスA・エスコバーA・ゴードンL・ケインA・リオスK・モラレス |
| 7                    | 左                   | M・コンフォルト      | 左                   | M・ハービーT・ダーノーL・ドゥーダD・マーフィーD・ライトW・フローレスM・コンフォルトY・セスペデスC・グラン · ダーソンK・ジョンソン | 7                          | 捕                         | S・ペレス                  | 右                         | E・ボルケスS・ペレスE・ホズマーB・ゾブリストM・ムスタカスA・エスコバーA・ゴードンL・ケインA・リオスK・モラレス |
| 8                    | 遊                   | W・フローレス        | 右                   | M・ハービーT・ダーノーL・ドゥーダD・マーフィーD・ライトW・フローレスM・コンフォルトY・セスペデスC・グラン · ダーソンK・ジョンソン | 8                          | 左                         | A・ゴードン                | 左                         | E・ボルケスS・ペレスE・ホズマーB・ゾブリストM・ムスタカスA・エスコバーA・ゴードンL・ケインA・リオスK・モラレス |
| 9                    | DH                   | K・ジョンソン        | 左                   | M・ハービーT・ダーノーL・ドゥーダD・マーフィーD・ライトW・フローレスM・コンフォルトY・セスペデスC・グラン · ダーソンK・ジョンソン | 9                          | 右                         | A・リオス                  | 右                         | E・ボルケスS・ペレスE・ホズマーB・ゾブリストM・ムスタカスA・エスコバーA・ゴードンL・ケインA・リオスK・モラレス |
| 先発投手             | 先発投手             | 先発投手             | 投球                 | M・ハービーT・ダーノーL・ドゥーダD・マーフィーD・ライトW・フローレスM・コンフォルトY・セスペデスC・グラン · ダーソンK・ジョンソン | 先発投手                   | 先発投手                   | 先発投手                   | 投球                       | E・ボルケスS・ペレスE・ホズマーB・ゾブリストM・ムスタカスA・エスコバーA・ゴードンL・ケインA・リオスK・モラレス |
| M・ハービー          | M・ハービー          | M・ハービー          | 右                   | M・ハービーT・ダーノーL・ドゥーダD・マーフィーD・ライトW・フローレスM・コンフォルトY・セスペデスC・グラン · ダーソンK・ジョンソン | E・ボルケス                | E・ボルケス                | E・ボルケス                | 右                         | E・ボルケスS・ペレスE・ホズマーB・ゾブリストM・ムスタカスA・エスコバーA・ゴードンL・ケインA・リオスK・モラレス |

### 第2戦 10月28日
- カウフマン・スタジアム（ミズーリ州カンザスシティ）

|                            | 1 | 2 | 3 | 4 | 5 | 6 | 7 | 8 | 9 | R | H  | E |
| -------------------------- | - | - | - | - | - | - | - | - | - | - | -- | - |
| ニューヨーク・メッツ       | 0 | 0 | 0 | 1 | 0 | 0 | 0 | 0 | 0 | 1 | 2  | 1 |
| カンザスシティ・ロイヤルズ | 0 | 0 | 0 | 0 | 4 | 0 | 0 | 3 | X | 7 | 10 | 0 |

1. 勝利：ジョニー・クエト（1勝）
2. 敗戦：ジェイコブ・デグロム（1敗）
3. 審判
［球審］マーク・カールソン
［塁審］一塁: マイク・ウィンタース、二塁: ジム・ウルフ、三塁: アルフォンソ・マルケス
［外審］左翼: ゲイリー・シダーストロム、右翼: ビル・ウェルキー
4. 試合開始時刻: 中部夏時間（UTC-5）午後7時9分  試合時間: 2時間54分  観客: 4万410人  気温: 52°F（11.1°C）
詳細: MLB.com Gameday / ESPN.com / Baseball-Reference.com / FanGraphs

| ニューヨーク・メッツ | ニューヨーク・メッツ | ニューヨーク・メッツ | ニューヨーク・メッツ | ニューヨーク・メッツ | カンザスシティ・ロイヤルズ | カンザスシティ・ロイヤルズ | カンザスシティ・ロイヤルズ | カンザスシティ・ロイヤルズ | カンザスシティ・ロイヤルズ                                                                                   |
| -------------------- | -------------------- | -------------------- | -------------------- | --- | -------------------------- | -------------------------- | -------------------------- | -------------------------- | --- |
| 打順                 | 守備                 | 選手                 | 打席                 | J・デグロムT・ダーノーL・ドゥーダD・マーフィーD・ライトW・フローレスY・セスペデスJ・ラガーレスC・グラン · ダーソンM・コンフォルト | 打順                       | 守備                       | 選手                       | 打席                       | J・クエトS・ペレスE・ホズマーB・ゾブリストM・ムスタカスA・エスコバーA・ゴードンL・ケインA・リオスK・モラレス |
| 1                    | 右                   | C・グランダーソン    | 左                   | J・デグロムT・ダーノーL・ドゥーダD・マーフィーD・ライトW・フローレスY・セスペデスJ・ラガーレスC・グラン · ダーソンM・コンフォルト | 1                          | 遊                         | A・エスコバー              | 右                         | J・クエトS・ペレスE・ホズマーB・ゾブリストM・ムスタカスA・エスコバーA・ゴードンL・ケインA・リオスK・モラレス |
| 2                    | 三                   | D・ライト            | 右                   | J・デグロムT・ダーノーL・ドゥーダD・マーフィーD・ライトW・フローレスY・セスペデスJ・ラガーレスC・グラン · ダーソンM・コンフォルト | 2                          | 二                         | B・ゾブリスト              | 両                         | J・クエトS・ペレスE・ホズマーB・ゾブリストM・ムスタカスA・エスコバーA・ゴードンL・ケインA・リオスK・モラレス |
| 3                    | 二                   | D・マーフィー        | 左                   | J・デグロムT・ダーノーL・ドゥーダD・マーフィーD・ライトW・フローレスY・セスペデスJ・ラガーレスC・グラン · ダーソンM・コンフォルト | 3                          | 中                         | L・ケイン                  | 右                         | J・クエトS・ペレスE・ホズマーB・ゾブリストM・ムスタカスA・エスコバーA・ゴードンL・ケインA・リオスK・モラレス |
| 4                    | 左                   | Y・セスペデス        | 右                   | J・デグロムT・ダーノーL・ドゥーダD・マーフィーD・ライトW・フローレスY・セスペデスJ・ラガーレスC・グラン · ダーソンM・コンフォルト | 4                          | 一                         | E・ホズマー                | 左                         | J・クエトS・ペレスE・ホズマーB・ゾブリストM・ムスタカスA・エスコバーA・ゴードンL・ケインA・リオスK・モラレス |
| 5                    | 一                   | L・ドゥーダ          | 左                   | J・デグロムT・ダーノーL・ドゥーダD・マーフィーD・ライトW・フローレスY・セスペデスJ・ラガーレスC・グラン · ダーソンM・コンフォルト | 5                          | DH                         | K・モラレス                | 両                         | J・クエトS・ペレスE・ホズマーB・ゾブリストM・ムスタカスA・エスコバーA・ゴードンL・ケインA・リオスK・モラレス |
| 6                    | 捕                   | T・ダーノー          | 右                   | J・デグロムT・ダーノーL・ドゥーダD・マーフィーD・ライトW・フローレスY・セスペデスJ・ラガーレスC・グラン · ダーソンM・コンフォルト | 6                          | 三                         | M・ムスタカス              | 左                         | J・クエトS・ペレスE・ホズマーB・ゾブリストM・ムスタカスA・エスコバーA・ゴードンL・ケインA・リオスK・モラレス |
| 7                    | DH                   | M・コンフォルト      | 左                   | J・デグロムT・ダーノーL・ドゥーダD・マーフィーD・ライトW・フローレスY・セスペデスJ・ラガーレスC・グラン · ダーソンM・コンフォルト | 7                          | 捕                         | S・ペレス                  | 右                         | J・クエトS・ペレスE・ホズマーB・ゾブリストM・ムスタカスA・エスコバーA・ゴードンL・ケインA・リオスK・モラレス |
| 8                    | 遊                   | W・フローレス        | 右                   | J・デグロムT・ダーノーL・ドゥーダD・マーフィーD・ライトW・フローレスY・セスペデスJ・ラガーレスC・グラン · ダーソンM・コンフォルト | 8                          | 左                         | A・ゴードン                | 左                         | J・クエトS・ペレスE・ホズマーB・ゾブリストM・ムスタカスA・エスコバーA・ゴードンL・ケインA・リオスK・モラレス |
| 9                    | 中                   | J・ラガーレス        | 右                   | J・デグロムT・ダーノーL・ドゥーダD・マーフィーD・ライトW・フローレスY・セスペデスJ・ラガーレスC・グラン · ダーソンM・コンフォルト | 9                          | 右                         | A・リオス                  | 右                         | J・クエトS・ペレスE・ホズマーB・ゾブリストM・ムスタカスA・エスコバーA・ゴードンL・ケインA・リオスK・モラレス |
| 先発投手             | 先発投手             | 先発投手             | 投球                 | J・デグロムT・ダーノーL・ドゥーダD・マーフィーD・ライトW・フローレスY・セスペデスJ・ラガーレスC・グラン · ダーソンM・コンフォルト | 先発投手                   | 先発投手                   | 先発投手                   | 投球                       | J・クエトS・ペレスE・ホズマーB・ゾブリストM・ムスタカスA・エスコバーA・ゴードンL・ケインA・リオスK・モラレス |
| J・デグロム          | J・デグロム          | J・デグロム          | 右                   | J・デグロムT・ダーノーL・ドゥーダD・マーフィーD・ライトW・フローレスY・セスペデスJ・ラガーレスC・グラン · ダーソンM・コンフォルト | J・クエト                  | J・クエト                  | J・クエト                  | 右                         | J・クエトS・ペレスE・ホズマーB・ゾブリストM・ムスタカスA・エスコバーA・ゴードンL・ケインA・リオスK・モラレス |

### 第3戦 10月30日
- シティ・フィールド（ニューヨーク州ニューヨーク市クイーンズ区）

|                            | 1 | 2 | 3 | 4 | 5 | 6 | 7 | 8 | 9 | R | H  | E |
| -------------------------- | - | - | - | - | - | - | - | - | - | - | -- | - |
| カンザスシティ・ロイヤルズ | 1 | 2 | 0 | 0 | 0 | 0 | 0 | 0 | 0 | 3 | 7  | 0 |
| ニューヨーク・メッツ       | 2 | 0 | 2 | 1 | 0 | 4 | 0 | 0 | x | 9 | 12 | 0 |

1. 勝利：ノア・シンダーガード（1勝）
2. 敗戦：ヨーダノ・ベンチュラ（1敗）
3. 本塁打
NYM：デビッド・ライト1号2ラン、カーティス・グランダーソン2号2ラン
4. 審判
［球審］マイク・ウィンタース
［塁審］一塁: ジム・ウルフ、二塁: アルフォンソ・マルケス、三塁: ゲイリー・シダーストロム
［外審］左翼: マイク・エベリット、右翼: マーク・カールソン
5. 試合開始時刻: 東部夏時間（UTC-4）午後8時8分  試合時間: 3時間22分  観客: 4万4781人  気温: 52°F（11.1°C）
詳細: MLB.com Gameday / ESPN.com / Baseball-Reference.com / FanGraphs

| カンザスシティ・ロイヤルズ | カンザスシティ・ロイヤルズ | カンザスシティ・ロイヤルズ | カンザスシティ・ロイヤルズ | カンザスシティ・ロイヤルズ                                                                                    | ニューヨーク・メッツ | ニューヨーク・メッツ | ニューヨーク・メッツ | ニューヨーク・メッツ | ニューヨーク・メッツ |
| -------------------------- | -------------------------- | -------------------------- | -------------------------- | --- | -------------------- | -------------------- | -------------------- | -------------------- | --- |
| 打順                       | 守備                       | 選手                       | 打席                       | Y・ベンチュラS・ペレスE・ホズマーB・ゾブリストM・ムスタカスA・エスコバーA・ゴードンL・ケインA・リオス（なし） | 打順                 | 守備                 | 選手                 | 打席                 | N・シンダーガードT・ダーノーL・ドゥーダD・マーフィーD・ライトW・フローレスM・コンフォルトY・セスペデスC・グラン · ダーソン（なし） |
| 1                          | 遊                         | A・エスコバー              | 右                         | Y・ベンチュラS・ペレスE・ホズマーB・ゾブリストM・ムスタカスA・エスコバーA・ゴードンL・ケインA・リオス（なし） | 1                    | 右                   | C・グランダーソン    | 左                   | N・シンダーガードT・ダーノーL・ドゥーダD・マーフィーD・ライトW・フローレスM・コンフォルトY・セスペデスC・グラン · ダーソン（なし） |
| 2                          | 二                         | B・ゾブリスト              | 両                         | Y・ベンチュラS・ペレスE・ホズマーB・ゾブリストM・ムスタカスA・エスコバーA・ゴードンL・ケインA・リオス（なし） | 2                    | 三                   | D・ライト            | 右                   | N・シンダーガードT・ダーノーL・ドゥーダD・マーフィーD・ライトW・フローレスM・コンフォルトY・セスペデスC・グラン · ダーソン（なし） |
| 3                          | 中                         | L・ケイン                  | 右                         | Y・ベンチュラS・ペレスE・ホズマーB・ゾブリストM・ムスタカスA・エスコバーA・ゴードンL・ケインA・リオス（なし） | 3                    | 二                   | D・マーフィー        | 左                   | N・シンダーガードT・ダーノーL・ドゥーダD・マーフィーD・ライトW・フローレスM・コンフォルトY・セスペデスC・グラン · ダーソン（なし） |
| 4                          | 一                         | E・ホズマー                | 左                         | Y・ベンチュラS・ペレスE・ホズマーB・ゾブリストM・ムスタカスA・エスコバーA・ゴードンL・ケインA・リオス（なし） | 4                    | 中                   | Y・セスペデス        | 右                   | N・シンダーガードT・ダーノーL・ドゥーダD・マーフィーD・ライトW・フローレスM・コンフォルトY・セスペデスC・グラン · ダーソン（なし） |
| 5                          | 三                         | M・ムスタカス              | 左                         | Y・ベンチュラS・ペレスE・ホズマーB・ゾブリストM・ムスタカスA・エスコバーA・ゴードンL・ケインA・リオス（なし） | 5                    | 一                   | L・ドゥーダ          | 左                   | N・シンダーガードT・ダーノーL・ドゥーダD・マーフィーD・ライトW・フローレスM・コンフォルトY・セスペデスC・グラン · ダーソン（なし） |
| 6                          | 捕                         | S・ペレス                  | 右                         | Y・ベンチュラS・ペレスE・ホズマーB・ゾブリストM・ムスタカスA・エスコバーA・ゴードンL・ケインA・リオス（なし） | 6                    | 捕                   | T・ダーノー          | 右                   | N・シンダーガードT・ダーノーL・ドゥーダD・マーフィーD・ライトW・フローレスM・コンフォルトY・セスペデスC・グラン · ダーソン（なし） |
| 7                          | 左                         | A・ゴードン                | 左                         | Y・ベンチュラS・ペレスE・ホズマーB・ゾブリストM・ムスタカスA・エスコバーA・ゴードンL・ケインA・リオス（なし） | 7                    | 左                   | M・コンフォルト      | 左                   | N・シンダーガードT・ダーノーL・ドゥーダD・マーフィーD・ライトW・フローレスM・コンフォルトY・セスペデスC・グラン · ダーソン（なし） |
| 8                          | 右                         | A・リオス                  | 右                         | Y・ベンチュラS・ペレスE・ホズマーB・ゾブリストM・ムスタカスA・エスコバーA・ゴードンL・ケインA・リオス（なし） | 8                    | 遊                   | W・フローレス        | 右                   | N・シンダーガードT・ダーノーL・ドゥーダD・マーフィーD・ライトW・フローレスM・コンフォルトY・セスペデスC・グラン · ダーソン（なし） |
| 9                          | 投                         | Y・ベンチュラ              | 右                         | Y・ベンチュラS・ペレスE・ホズマーB・ゾブリストM・ムスタカスA・エスコバーA・ゴードンL・ケインA・リオス（なし） | 9                    | 投                   | N・シンダーガード    | 左                   | N・シンダーガードT・ダーノーL・ドゥーダD・マーフィーD・ライトW・フローレスM・コンフォルトY・セスペデスC・グラン · ダーソン（なし） |
| 先発投手                   | 先発投手                   | 先発投手                   | 投球                       | Y・ベンチュラS・ペレスE・ホズマーB・ゾブリストM・ムスタカスA・エスコバーA・ゴードンL・ケインA・リオス（なし） | 先発投手             | 先発投手             | 先発投手             | 投球                 | N・シンダーガードT・ダーノーL・ドゥーダD・マーフィーD・ライトW・フローレスM・コンフォルトY・セスペデスC・グラン · ダーソン（なし） |
| Y・ベンチュラ              | Y・ベンチュラ              | Y・ベンチュラ              | 右                         | Y・ベンチュラS・ペレスE・ホズマーB・ゾブリストM・ムスタカスA・エスコバーA・ゴードンL・ケインA・リオス（なし） | N・シンダーガード    | N・シンダーガード    | N・シンダーガード    | 右                   | N・シンダーガードT・ダーノーL・ドゥーダD・マーフィーD・ライトW・フローレスM・コンフォルトY・セスペデスC・グラン · ダーソン（なし） |

### 第4戦 10月31日
- シティ・フィールド（ニューヨーク州ニューヨーク市クイーンズ区）

|                            | 1 | 2 | 3 | 4 | 5 | 6 | 7 | 8 | 9 | R | H | E |
| -------------------------- | - | - | - | - | - | - | - | - | - | - | - | - |
| カンザスシティ・ロイヤルズ | 0 | 0 | 0 | 0 | 1 | 1 | 0 | 3 | 0 | 5 | 9 | 0 |
| ニューヨーク・メッツ       | 0 | 0 | 2 | 0 | 1 | 0 | 0 | 0 | 0 | 3 | 6 | 2 |

1. 勝利：ライアン・マドソン（1勝）
2. セーブ：ウェイド・デービス（1S）
3. 敗戦：タイラー・クリッパード（1敗）
4. 本塁打
NYM：マイケル・コンフォルト1号ソロ・2号ソロ
5. 審判
［球審］ジム・ウルフ
［塁審］一塁: アルフォンソ・マルケス、二塁: ゲイリー・シダーストロム、三塁: マイク・エベリット
［外審］左翼: マーク・カールソン、右翼: マイク・ウィンタース
6. 試合開始時刻: 東部夏時間（UTC-4）午後8時8分  試合時間: 3時間29分  観客: 4万4815人  気温: 51°F（10.6°C）
詳細: MLB.com Gameday / ESPN.com / Baseball-Reference.com / FanGraphs

| カンザスシティ・ロイヤルズ | カンザスシティ・ロイヤルズ | カンザスシティ・ロイヤルズ | カンザスシティ・ロイヤルズ | カンザスシティ・ロイヤルズ                                                                                | ニューヨーク・メッツ | ニューヨーク・メッツ | ニューヨーク・メッツ | ニューヨーク・メッツ | ニューヨーク・メッツ |
| -------------------------- | -------------------------- | -------------------------- | -------------------------- | --- | -------------------- | -------------------- | -------------------- | -------------------- | --- |
| 打順                       | 守備                       | 選手                       | 打席                       | C・ヤングS・ペレスE・ホズマーB・ゾブリストM・ムスタカスA・エスコバーA・ゴードンL・ケインA・リオス（なし） | 打順                 | 守備                 | 選手                 | 打席                 | S・マッツT・ダーノーL・ドゥーダD・マーフィーD・ライトW・フローレスM・コンフォルトY・セスペデスC・グラン · ダーソン（なし） |
| 1                          | 遊                         | A・エスコバー              | 右                         | C・ヤングS・ペレスE・ホズマーB・ゾブリストM・ムスタカスA・エスコバーA・ゴードンL・ケインA・リオス（なし） | 1                    | 右                   | C・グランダーソン    | 左                   | S・マッツT・ダーノーL・ドゥーダD・マーフィーD・ライトW・フローレスM・コンフォルトY・セスペデスC・グラン · ダーソン（なし） |
| 2                          | 二                         | B・ゾブリスト              | 両                         | C・ヤングS・ペレスE・ホズマーB・ゾブリストM・ムスタカスA・エスコバーA・ゴードンL・ケインA・リオス（なし） | 2                    | 三                   | D・ライト            | 右                   | S・マッツT・ダーノーL・ドゥーダD・マーフィーD・ライトW・フローレスM・コンフォルトY・セスペデスC・グラン · ダーソン（なし） |
| 3                          | 中                         | L・ケイン                  | 右                         | C・ヤングS・ペレスE・ホズマーB・ゾブリストM・ムスタカスA・エスコバーA・ゴードンL・ケインA・リオス（なし） | 3                    | 二                   | D・マーフィー        | 左                   | S・マッツT・ダーノーL・ドゥーダD・マーフィーD・ライトW・フローレスM・コンフォルトY・セスペデスC・グラン · ダーソン（なし） |
| 4                          | 一                         | E・ホズマー                | 左                         | C・ヤングS・ペレスE・ホズマーB・ゾブリストM・ムスタカスA・エスコバーA・ゴードンL・ケインA・リオス（なし） | 4                    | 中                   | Y・セスペデス        | 右                   | S・マッツT・ダーノーL・ドゥーダD・マーフィーD・ライトW・フローレスM・コンフォルトY・セスペデスC・グラン · ダーソン（なし） |
| 5                          | 三                         | M・ムスタカス              | 左                         | C・ヤングS・ペレスE・ホズマーB・ゾブリストM・ムスタカスA・エスコバーA・ゴードンL・ケインA・リオス（なし） | 5                    | 一                   | L・ドゥーダ          | 左                   | S・マッツT・ダーノーL・ドゥーダD・マーフィーD・ライトW・フローレスM・コンフォルトY・セスペデスC・グラン · ダーソン（なし） |
| 6                          | 捕                         | S・ペレス                  | 右                         | C・ヤングS・ペレスE・ホズマーB・ゾブリストM・ムスタカスA・エスコバーA・ゴードンL・ケインA・リオス（なし） | 6                    | 捕                   | T・ダーノー          | 右                   | S・マッツT・ダーノーL・ドゥーダD・マーフィーD・ライトW・フローレスM・コンフォルトY・セスペデスC・グラン · ダーソン（なし） |
| 7                          | 左                         | A・ゴードン                | 左                         | C・ヤングS・ペレスE・ホズマーB・ゾブリストM・ムスタカスA・エスコバーA・ゴードンL・ケインA・リオス（なし） | 7                    | 左                   | M・コンフォルト      | 左                   | S・マッツT・ダーノーL・ドゥーダD・マーフィーD・ライトW・フローレスM・コンフォルトY・セスペデスC・グラン · ダーソン（なし） |
| 8                          | 右                         | A・リオス                  | 右                         | C・ヤングS・ペレスE・ホズマーB・ゾブリストM・ムスタカスA・エスコバーA・ゴードンL・ケインA・リオス（なし） | 8                    | 遊                   | W・フローレス        | 右                   | S・マッツT・ダーノーL・ドゥーダD・マーフィーD・ライトW・フローレスM・コンフォルトY・セスペデスC・グラン · ダーソン（なし） |
| 9                          | 投                         | C・ヤング                  | 右                         | C・ヤングS・ペレスE・ホズマーB・ゾブリストM・ムスタカスA・エスコバーA・ゴードンL・ケインA・リオス（なし） | 9                    | 投                   | S・マッツ            | 右                   | S・マッツT・ダーノーL・ドゥーダD・マーフィーD・ライトW・フローレスM・コンフォルトY・セスペデスC・グラン · ダーソン（なし） |
| 先発投手                   | 先発投手                   | 先発投手                   | 投球                       | C・ヤングS・ペレスE・ホズマーB・ゾブリストM・ムスタカスA・エスコバーA・ゴードンL・ケインA・リオス（なし） | 先発投手             | 先発投手             | 先発投手             | 投球                 | S・マッツT・ダーノーL・ドゥーダD・マーフィーD・ライトW・フローレスM・コンフォルトY・セスペデスC・グラン · ダーソン（なし） |
| C・ヤング                  | C・ヤング                  | C・ヤング                  | 右                         | C・ヤングS・ペレスE・ホズマーB・ゾブリストM・ムスタカスA・エスコバーA・ゴードンL・ケインA・リオス（なし） | S・マッツ            | S・マッツ            | S・マッツ            | 左                   | S・マッツT・ダーノーL・ドゥーダD・マーフィーD・ライトW・フローレスM・コンフォルトY・セスペデスC・グラン · ダーソン（なし） |

### 第5戦 11月1日
- シティ・フィールド（ニューヨーク州ニューヨーク市クイーンズ区）

|                            | 1 | 2 | 3 | 4 | 5 | 6 | 7 | 8 | 9 | 10 | 11 | 12 | R | H  | E |
| -------------------------- | - | - | - | - | - | - | - | - | - | -- | -- | -- | - | -- | - |
| カンザスシティ・ロイヤルズ | 0 | 0 | 0 | 0 | 0 | 0 | 0 | 0 | 2 | 0  | 0  | 5  | 7 | 10 | 1 |
| ニューヨーク・メッツ       | 1 | 0 | 0 | 0 | 0 | 1 | 0 | 0 | 0 | 0  | 0  | 0  | 2 | 4  | 2 |

1. 勝利：ルーク・ホッチェバー（1勝）
2. 敗戦：アディソン・リード（1敗）
3. 本塁打
NYM：カーティス・グランダーソン3号ソロ
4. 審判
［球審］アルフォンソ・マルケス
［塁審］一塁: ゲイリー・シダーストロム、二塁: マイク・エベリット、三塁: マーク・カールソン
［外審］左翼: マイク・ウィンタース、右翼: ジム・ウルフ
5. 試合開始時刻: 東部標準時（UTC-5）午後8時18分  試合時間: 4時間15分  観客: 4万4859人  気温: 61°F（16.1°C）
詳細: MLB.com Gameday / ESPN.com / Baseball-Reference.com / FanGraphs

| カンザスシティ・ロイヤルズ | カンザスシティ・ロイヤルズ | カンザスシティ・ロイヤルズ | カンザスシティ・ロイヤルズ | カンザスシティ・ロイヤルズ                                                                                  | ニューヨーク・メッツ | ニューヨーク・メッツ | ニューヨーク・メッツ | ニューヨーク・メッツ | ニューヨーク・メッツ |
| -------------------------- | -------------------------- | -------------------------- | -------------------------- | --- | -------------------- | -------------------- | -------------------- | -------------------- | --- |
| 打順                       | 守備                       | 選手                       | 打席                       | E・ボルケスS・ペレスE・ホズマーB・ゾブリストM・ムスタカスA・エスコバーA・ゴードンL・ケインA・リオス（なし） | 打順                 | 守備                 | 選手                 | 打席                 | M・ハービーT・ダーノーL・ドゥーダD・マーフィーD・ライトW・フローレスM・コンフォルトY・セスペデスC・グラン · ダーソン（なし） |
| 1                          | 遊                         | A・エスコバー              | 右                         | E・ボルケスS・ペレスE・ホズマーB・ゾブリストM・ムスタカスA・エスコバーA・ゴードンL・ケインA・リオス（なし） | 1                    | 右                   | C・グランダーソン    | 左                   | M・ハービーT・ダーノーL・ドゥーダD・マーフィーD・ライトW・フローレスM・コンフォルトY・セスペデスC・グラン · ダーソン（なし） |
| 2                          | 二                         | B・ゾブリスト              | 両                         | E・ボルケスS・ペレスE・ホズマーB・ゾブリストM・ムスタカスA・エスコバーA・ゴードンL・ケインA・リオス（なし） | 2                    | 三                   | D・ライト            | 右                   | M・ハービーT・ダーノーL・ドゥーダD・マーフィーD・ライトW・フローレスM・コンフォルトY・セスペデスC・グラン · ダーソン（なし） |
| 3                          | 中                         | L・ケイン                  | 右                         | E・ボルケスS・ペレスE・ホズマーB・ゾブリストM・ムスタカスA・エスコバーA・ゴードンL・ケインA・リオス（なし） | 3                    | 二                   | D・マーフィー        | 左                   | M・ハービーT・ダーノーL・ドゥーダD・マーフィーD・ライトW・フローレスM・コンフォルトY・セスペデスC・グラン · ダーソン（なし） |
| 4                          | 一                         | E・ホズマー                | 左                         | E・ボルケスS・ペレスE・ホズマーB・ゾブリストM・ムスタカスA・エスコバーA・ゴードンL・ケインA・リオス（なし） | 4                    | 中                   | Y・セスペデス        | 右                   | M・ハービーT・ダーノーL・ドゥーダD・マーフィーD・ライトW・フローレスM・コンフォルトY・セスペデスC・グラン · ダーソン（なし） |
| 5                          | 三                         | M・ムスタカス              | 左                         | E・ボルケスS・ペレスE・ホズマーB・ゾブリストM・ムスタカスA・エスコバーA・ゴードンL・ケインA・リオス（なし） | 5                    | 一                   | L・ドゥーダ          | 左                   | M・ハービーT・ダーノーL・ドゥーダD・マーフィーD・ライトW・フローレスM・コンフォルトY・セスペデスC・グラン · ダーソン（なし） |
| 6                          | 捕                         | S・ペレス                  | 右                         | E・ボルケスS・ペレスE・ホズマーB・ゾブリストM・ムスタカスA・エスコバーA・ゴードンL・ケインA・リオス（なし） | 6                    | 捕                   | T・ダーノー          | 右                   | M・ハービーT・ダーノーL・ドゥーダD・マーフィーD・ライトW・フローレスM・コンフォルトY・セスペデスC・グラン · ダーソン（なし） |
| 7                          | 左                         | A・ゴードン                | 左                         | E・ボルケスS・ペレスE・ホズマーB・ゾブリストM・ムスタカスA・エスコバーA・ゴードンL・ケインA・リオス（なし） | 7                    | 左                   | M・コンフォルト      | 左                   | M・ハービーT・ダーノーL・ドゥーダD・マーフィーD・ライトW・フローレスM・コンフォルトY・セスペデスC・グラン · ダーソン（なし） |
| 8                          | 右                         | A・リオス                  | 右                         | E・ボルケスS・ペレスE・ホズマーB・ゾブリストM・ムスタカスA・エスコバーA・ゴードンL・ケインA・リオス（なし） | 8                    | 遊                   | W・フローレス        | 右                   | M・ハービーT・ダーノーL・ドゥーダD・マーフィーD・ライトW・フローレスM・コンフォルトY・セスペデスC・グラン · ダーソン（なし） |
| 9                          | 投                         | E・ボルケス                | 右                         | E・ボルケスS・ペレスE・ホズマーB・ゾブリストM・ムスタカスA・エスコバーA・ゴードンL・ケインA・リオス（なし） | 9                    | 投                   | M・ハービー          | 右                   | M・ハービーT・ダーノーL・ドゥーダD・マーフィーD・ライトW・フローレスM・コンフォルトY・セスペデスC・グラン · ダーソン（なし） |
| 先発投手                   | 先発投手                   | 先発投手                   | 投球                       | E・ボルケスS・ペレスE・ホズマーB・ゾブリストM・ムスタカスA・エスコバーA・ゴードンL・ケインA・リオス（なし） | 先発投手             | 先発投手             | 先発投手             | 投球                 | M・ハービーT・ダーノーL・ドゥーダD・マーフィーD・ライトW・フローレスM・コンフォルトY・セスペデスC・グラン · ダーソン（なし） |
| E・ボルケス                | E・ボルケス                | E・ボルケス                | 右                         | E・ボルケスS・ペレスE・ホズマーB・ゾブリストM・ムスタカスA・エスコバーA・ゴードンL・ケインA・リオス（なし） | M・ハービー          | M・ハービー          | M・ハービー          | 左                   | M・ハービーT・ダーノーL・ドゥーダD・マーフィーD・ライトW・フローレスM・コンフォルトY・セスペデスC・グラン · ダーソン（なし） |

## セレモニー
試合前のアメリカ合衆国国歌『星条旗』独唱と始球式、およびセブンス・イニング・ストレッチにおける『ゴッド・ブレス・アメリカ』独唱を行った人物・グループは、それぞれ以下の通り。
| 試合  | 国歌独唱                                    | 始球式                                                                                         | 始球式                 | 『ゴッド・ブレス・アメリカ』独唱                    |
| 試合  | 国歌独唱                                    | 投手役                                                                                         | 捕手役                 | 『ゴッド・ブレス・アメリカ』独唱                    |
| ----- | ------------------------------------------- | ---------------------------------------------------------------------------------------------- | ---------------------- | --------------------------------------------------- |
| 第1戦 | アンディ・グラマー                          | ジョージ・ブレット                                                                             | マイク・ムスタカス     | キーシャ・グウィン （アメリカ空軍一等軍曹）         |
| 第2戦 | サラ・エヴァンス                            | ドナルド・E・バラード、チャールズ・C・ ヘイグマイスター、ロジャー・ダンロン （名誉勲章受章者） | ドリュー・ブテラ       | ミシェル・ドゥーリトル （アメリカ空軍一等空兵）     |
| 第3戦 | ビリー・ジョエル                            | マイク・ピアッツァ                                                                             | ケビン・プラウェッキー | メアリー・ケイ・メッセンジャー （アメリカ陸軍曹長） |
| 第4戦 | デミ・ロヴァート                            | ティム・マグロウ                                                                               | ジョン・フランコ       | マキア・ブラウン （ニューヨーク市警察）             |
| 第5戦 | フランク・ピザーロ （ニューヨーク市消防局） | ダリル・ストロベリー、ムーキー・ ウィルソン、クレオン・ジョーンズ                              | （不明）               | フランク・ピザーロ （ニューヨーク市消防局）         |

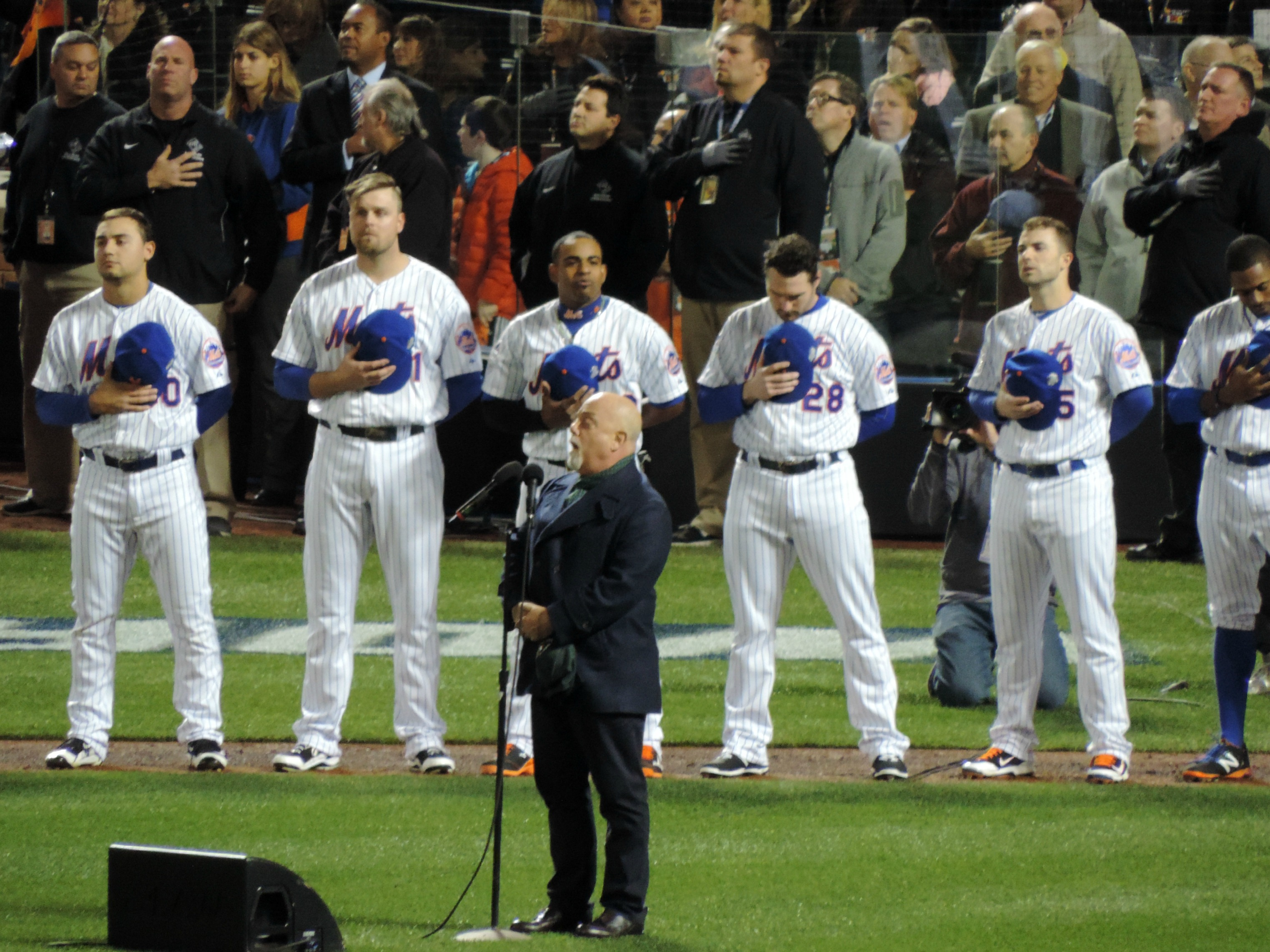
第3戦開始前にアメリカ合衆国国歌『星条旗』を歌うビリー・ジョエル（手前）と、一塁側ファウルライン上で整列して聴くメッツの選手たち

メッツ出場のワールドシリーズでビリー・ジョエルが国歌独唱を行うのは、今回の第3戦が3度目である。初めての出演は1986年のシリーズ第2戦で、その次は2000年のシリーズ第1戦だった。ただし今回を含めた3試合の開催球場は全て異なり、1986年は当時のメッツ本拠地シェイ・スタジアム、2000年は対戦相手ニューヨーク・ヤンキースの本拠地ヤンキー・スタジアム、そして今回がシティ・フィールドである。ジョエルは独唱を終えたあと、球場に残ってケヴィン・ジェームズとともに試合を観戦した。シティ・フィールドではこの年から、8回表が終わると場内にジョエルの『ピアノ・マン』を流すという演出を始めていた。この日もシーズン中と同様に『ピアノ・マン』がかかり、観客が合唱していたところ、ジョエルが席から立ち上がって自ら口ずさみ始め、喝采を浴びるという一幕があった。過去にジョエルが国歌独唱した際にはメッツはいずれも敗れていたが、この日はメッツが9－3でロイヤルズに勝利した。

## テレビ中継

### アメリカ合衆国
アメリカ合衆国におけるテレビ中継はFOXが放送した。実況はジョー・バックが、解説はハロルド・レイノルズとトム・バードゥッチが、フィールドリポートはエリン・アンドリュースとケン・ローゼンタールが、それぞれ務めた。また試合前にはケビン・バークハート進行のコーナーがあり、ゲスト出演したピート・ローズ、ニューヨーク・ヤンキース内野手のアレックス・ロドリゲス、解説のフランク・トーマスとラウル・イバニェスが試合の見所などを語った。FOXがスポンサー企業に販売したCM放送枠の価格は、30秒あたり54万5000ドルと推定されている。今シリーズは第1戦と第5戦が延長戦にもつれ込んだことなどから、全5試合でFOXが得た広告収入は総額2億4000万ドル以上と、7試合が行われた前年シリーズの2億5700万ドルと大差ない数字となった。
全5試合の平均視聴率は8.7%で、前年から0.5ポイント上昇した。シリーズを通しての、全米および出場両チームの本拠地都市圏における視聴率等は以下の通り。
| 試合  | 日付           | 全米     | 全米         | 全米            | 全米     | 全米     | ミズーリ州 / カンザス州 カンザスシティ | ミズーリ州 / カンザス州 カンザスシティ | ニューヨーク州など ニューヨーク | ニューヨーク州など ニューヨーク |
| 試合  | 日付           | 視聴率   |              |                 | 占拠率   | 視聴者数 | ミズーリ州 / カンザス州 カンザスシティ | ミズーリ州 / カンザス州 カンザスシティ | ニューヨーク州など ニューヨーク | ニューヨーク州など ニューヨーク |
| 試合  | 日付           | 視聴率   | 前年との比較 | 前年との比較    | 占拠率   | 視聴者数 | ミズーリ州 / カンザス州 カンザスシティ | ミズーリ州 / カンザス州 カンザスシティ | ニューヨーク州など ニューヨーク | ニューヨーク州など ニューヨーク |
| 試合  | 日付           | 視聴率   | 前年視聴率   | 変動            | 占拠率   | 視聴者数 | 視聴率                                 | 占拠率                                 | 視聴率                          | 占拠率                          |
| ----- | -------------- | -------- | ------------ | --------------- | -------- | -------- | -------------------------------------- | -------------------------------------- | ------------------------------- | ------------------------------- |
| 第1戦 | 10月27日（火） | 9.0%     | 7.3%         | 1.7ポイント上昇 | 17%      | 1490万人 | 57.3%                                  | 不明                                   | 26.2%                           | 不明                            |
| 第2戦 | 10月28日（水） | 8.2%     | 7.9%         | 0.3ポイント上昇 | 14%      | 1370万人 | 56.6%                                  | 不明                                   | 21.3%                           | 不明                            |
| 第3戦 | 10月30日（金） | 7.9%     | 7.2%         | 0.7ポイント上昇 | 15%      | 1320万人 | 48.0%                                  | 不明                                   | 23.1%                           | 不明                            |
| 第4戦 | 10月31日（土） | 7.8%     | 6.3%         | 1.5ポイント上昇 | 15%      | 1360万人 | 49.8%                                  | 不明                                   | 25.6%                           | 不明                            |
| 第5戦 | 11月01日（日） | 10.0%    | 7.3%         | 2.7ポイント上昇 | 17%      | 1720万人 | 60.0%                                  | 80%                                    | 25.5%                           | 40%                             |
| 第6戦 | （なし）       | （なし） | 8.1%         | －              | （なし） | （なし） | （なし）                               | （なし）                               | （なし）                        | （なし）                        |
| 第7戦 | （なし）       | （なし） | 13.7%        | －              | （なし） | （なし） | （なし）                               | （なし）                               | （なし）                        | （なし）                        |
| 平均  | 平均           | 8.7%     | 8.2%         | 0.5ポイント上昇 | 16%      | 1470万人 | 不明                                   | 不明                                   | 不明                            | 不明                            |

第1戦の中継では、4回途中にFOXの中継車の電源が落ちて映像が途絶えるという放送事故が発生し、復旧するまではMLB製作のアメリカ合衆国外向け映像に切り替えられた。このトラブルではビデオ判定に使う映像も確認できなくなったため、試合が7分ほど中断している。

### 日本
日本での生中継の放送は、日本放送協会（NHK）の衛星放送チャンネル "BS1" で行われた。実況は早瀬雄一が、解説は荒木大輔と田口壮が務めた。田口はロイヤルズ優勝の原動力を「何と言っても終盤の粘りでしょう」とし、対戦相手のメッツは「その粘りを意識しながら戦っている状態ですから、脅威に感じていたに違いありません」と指摘している。